# 과야스강

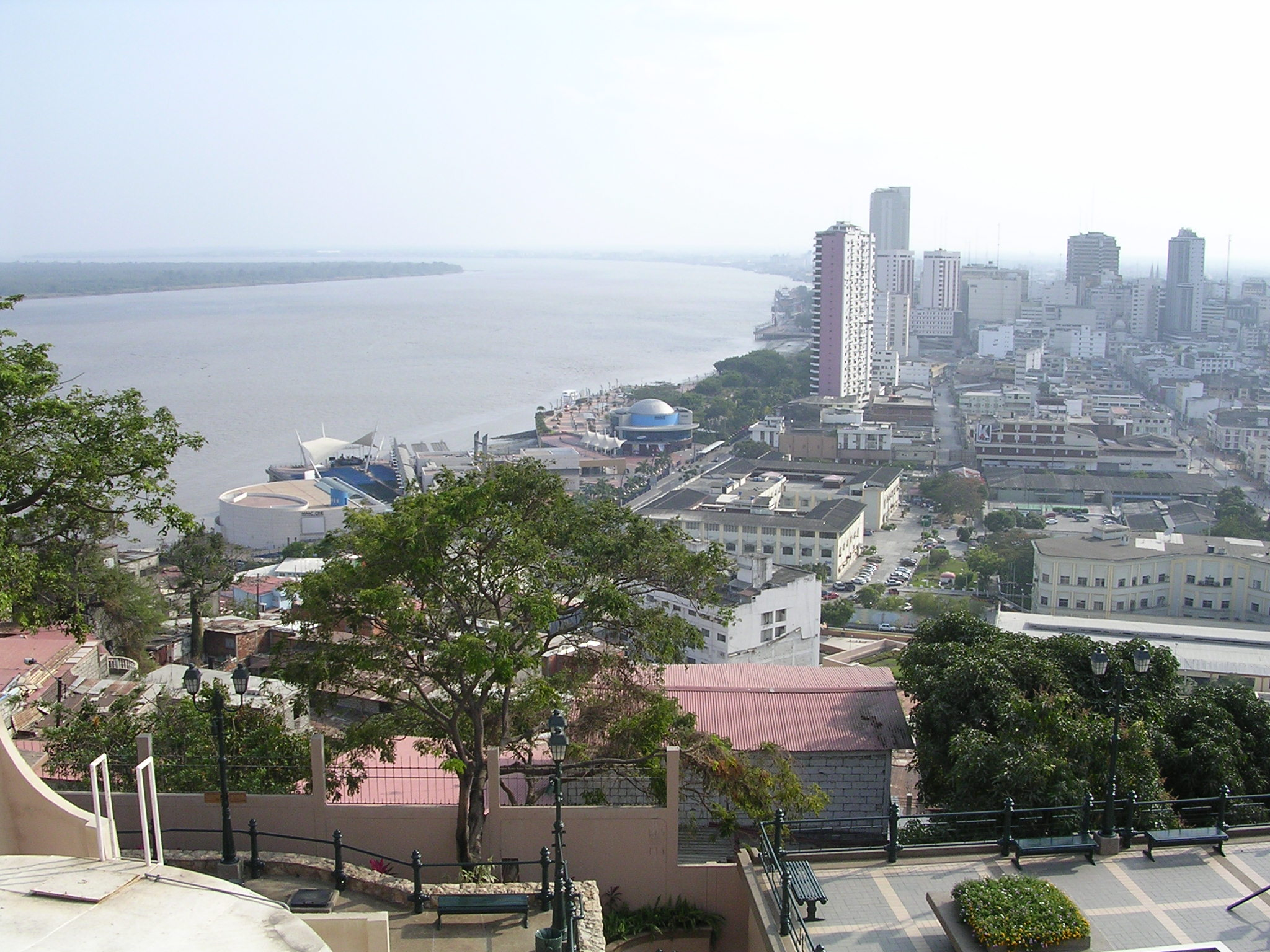
과야킬을 흐르는 과야스강

과야스강(스페인어: Río Guayas)은 에콰도르의 강으로 길이는 389 km이다. 에콰도르의 국장에 그려져 있을 정도로 에콰도르를 대표하는 강으로 여겨진다.
안데스산맥과 침보라소산에서 발원하여 태평양에 위치한 과야킬만에서 합류한다. 과야스강은 서쪽에 위치한 다울레강(Daule), 동쪽에 위치한 바바오요강(Babahoyo)이 합류하는 하천의 하류 이름이기도 하다.
과야스강과 접하고 있는 주요 도시로는 과야킬이 있다. 과야스강은 남아메리카 안데스산맥 서쪽에 위치한 강 중에서 가장 넓은 유역 면적을 갖고 있으며 전체 유역 면적은 34,500 km2이다. 로스리오스주, 과야스주, 볼리바르주, 마나비주, 카냐르주, 피친차주, 아수아이주, 침보라소주, 코토팍시주에 걸친 에콰도르의 9개 주를 흐른다.